# 小林正樹 (俳優)
小林 正樹（こばやし まさき、1949年3月19日 - ）は、日本の俳優。埼玉県出身。放映新社所属。
体重76kg。趣味・特技は合唱、水泳。

## 出演

### テレビドラマ
- 避暑地の猫 第1話（1988年、テレビ朝日）
- 土曜プレミアム / ホームレス中学生（2008年、フジテレビ） - サラリーマン
- 青春カムバック!? メタボリック☆ばんど!（2008年、テレビ愛知）
- 天てれドラマ / ミラクルシャッター 第4話（2009年、NHK Eテレ）
- 空の開拓者 日野熊蔵伝（2010年、テレビ熊本）
- 金曜プレステージ / 医療捜査官 財前一二三 第2作（2011年、フジテレビ）
- さばドル 第11話（2012年、テレビ東京）
- 木曜ドラマ（テレビ朝日）
  - 聖なる怪物たち（2012年）
  - 遺産争族（2015年）
- 鍵のかかった部屋（2012年、フジテレビ）
- 連続ドラマW / プラチナタウン（2012年、WOWOW）
- 息もできない夏 最終話（2012年、フジテレビ） - 浮浪者
- 金曜ナイトドラマ（テレビ朝日）
  - 警部補 矢部謙三2 第2話（2013年）
  - JKと六法全書 第5話（2024年） - 富岡源次
- 大河ドラマ / 軍師官兵衛（2014年、NHK）
- 土曜ドラマ24 / 昼のセント酒（2016年、テレビ東京）
- ドラマ特別企画 松本清張「花実のない森」（2017年、テレビ東京）
- ホーム・スイート東京 シーズン1（2017年、NHK BSプレミアム）
- 金曜8時のドラマ（テレビ東京）
  - 特命刑事 カクホの女 第1シリーズ 最終話（2018年） - 篠崎純一郎
  - 警視庁ゼロ係〜生活安全課なんでも相談室〜 SEASON4 第1話・第2話・第7話（2019年） - 古賀智
- 火曜ドラマ / あのクズを殴ってやりたいんだ 第2話（2024年、TBS） - 板垣
- ナンバーワン戦隊ゴジュウジャー 第3・4・10・16話（2025年、テレビ朝日） - 猛原譲二（謎の老人）
- ごくせん（日本テレビ）
- 名探偵コナン（読売テレビ）

### その他のテレビ番組
- 総合診療医ドクターG（NHK）
- 英雄たちの選択（NHK BSプレミアム）
- 心ゆさぶれ!先輩ROCK YOU（日本テレビ）
- ニンゲン観察バラエティ モニタリング（TBS)
- 水曜日のダウンタウン（TBS）
- SMAP×SMAP（フジテレビ）
- Mr.サンデー（フジテレビ）
- トリハダ〜夜ふかしのあなたにゾクッとする話を（フジテレビ）
- 誰声（WOWOW）

### 配信ドラマ
- 伝染るんです。（2009年、BeeTV）

### 映画
- タナカヒロシのすべて（2005年、ファントム・フィルム）
- 嫌われ松子の一生（2006年、東宝）
- 魍魎の匣（2007年、ショウゲート）
- 宇宙兄弟（2012年、東宝）
- つやのよる ある愛に関わった、女たちの物語（2013年、東映）
- TOKYO TRIBE（2014年、日活）
- 王妃の館（2015年、東映）

### 雑誌
- フリーマガジン「honto+」4月号

### CM
- IQOS
- JRA
- 水素スティック
- JAバンク・新規給与口座
- 江崎グリコ・ポッキー
- NTTドコモ
  - プッシュトークプラス
- トヨタ自動車・ReBORN
- アサヒ飲料・三ツ矢サイダー
- 浜名湖自動車学校
- セントラル警備保障
- ドール・フード・カンパニー・バナナ
- ネクソン・オンラインゲーム - 校長先生
- QTnet・BBIQ
- 弥生会計
- 日本コカ・コーラ・ジョージア
- アリコ
- 永谷園
- セガ
- ジャパネットたかた
- ライブドア
- ツムラ・モウガ
- 都道府県民共済

### MV
- ピース 「鳴りやまぬあのメロディー」（2014年、ヤマハミュージックコミュニケーションズ）

### VP
- 千葉銀行
- 民事介入暴力対策啓発ビデオ

### DVD
- 三井住友信託銀行DVD

### WEB
- TOYOTA 聖火ランナー募集動画
- ロバート秋山のクリエイターズ・ファイル
- WOWOW WEBムービー「超駄大作」